# 诺米早熟禾
诺米早熟禾（学名：Poa roemeri），为禾本科早熟禾属下的一个植物种。